# Ісенко Павло Андрійович
Павло Андрійович Ісенко (нар. 21 липня 2003, Полтава, Україна) — український футболіст, воротар клубу «Ворскла». Виступав за юнацьку збірну України U-17.

## Клубна кар'єра
Футболом розпочав займатися в складі академії «Ворскли», в якій перебував з 2012 року. З 2019 року став виступати за команди U-19 та U-21 у юнацькій і молодіжній першості України.
У складі першої команди «ворсклян» Ісенко дебютував 24 червня 2020 року в матчі півфіналу Кубка України проти «Маріуполя» (1:1). Павло вийшов на поле на 119 хвилині замість Дмитра Різника перед серією пенальті. У ній 16-річний воротар відбив 3 удари з 5. Ісенко «взяв» удари Дениса Кулакова, Данила Ігнатенка та Віктора Корнієнка, допомігши своїй команді виграти по пенальті 3:2 та вийти у фінал кубка.
Через кілька днів, 3 липня 2020 року, дебютував у чемпіонаті України, де відіграв повий матч проти «Львова».
Після трансферу Дмитра Різника в «Шахтар» став основним голкіпером «Ворскли».

## Збірна
З 2019 року став залучатись до юнацької збірної України (U-17), з якою брав участь у матчах кваліфікації до юнацького Євро-2020 в Естонії, але згодом турнір було скасовано через пандемію коронавірусу.

## Екіпірування
Павло Ісенко виступає амбассадором бренду воротарських рукавичок Brave GK, засновником якого є відомий український воротар Рустам Худжамов.